# Бабольна
Бабольна (угор. Bábolna) — місто на півночі Угорщині у медьє Комаром-Естергом.
У місті розвинене садівництво і скотарство. У Бабольні знаходиться знаменитий королівський кінський завод за 8 км на південь від Комарома, який особливо славиться чистокровними кіньми рідкісної краси; при заводі добре зрошуваний луг, покритий місцями лісом і чагарником, площею 4000 га.

## Характеристика
- Висота: 129 м — 156 м над рівнем моря.
- У центрі міста висота 139 м.
- відстань схід-захід: 7 км
- відстань з півночі на південь: 6 км
- довжина межі міста: 41 км.

Зручний доступ до автомагістралі М1 і залізничної лінії Секешфехервар-Комаром (залізнична станція Баболна знаходиться на відстані бл. 5 км).